# ایور جانسون

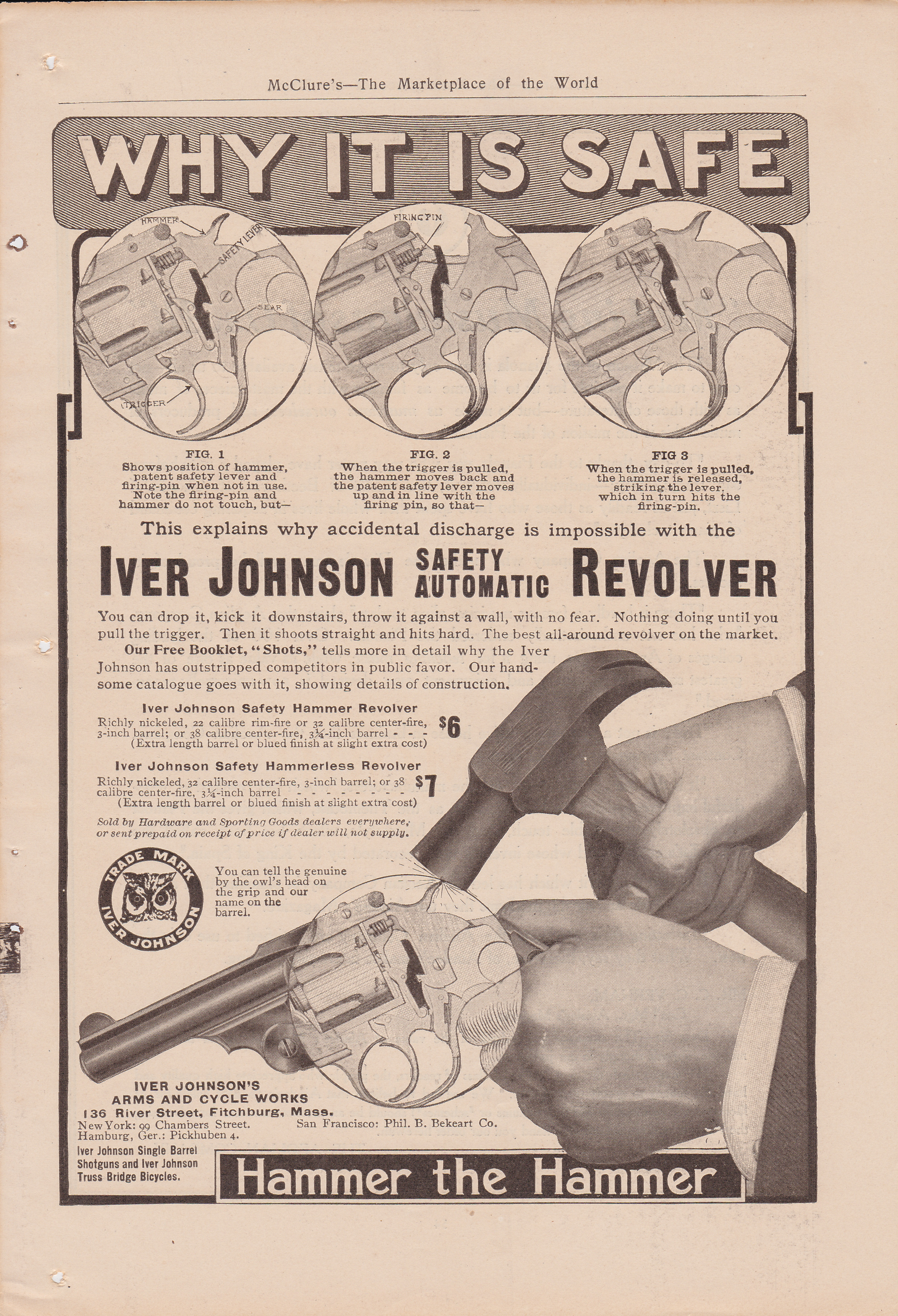
آگهی ایور جانسون که نوآوری ایمن خود را تبلیغ می‌کند.

ایور جانسون یک تولیدکننده سلاح گرم، دوچرخه و موتورسیکلت آمریکایی از سال ۱۸۷۱ تا ۱۹۹۳ بود. این شرکت با بنیانگذارش، ایور جانسون متولد نروژی (۱۸۴۱-۱۸۹۵) نامی مشابه داشت.
این نام مجدداً فروخته شد و «ایور جانسون آرمز»در سال ۲۰۰۶ افتتاح شد، اما از آنجایی که این شرکت قطعاتی را تولید نمی‌کند یا اطلاعات مربوط به شرکت قبل از ۱۹۹۳ را ارائه نمی‌دهد، فقط به عنوان ادامه آن را نشان می‌دهد.

## مدل‌های اسلحه ایور جانسون

مدل سوم ایمنی بدون چکش .۳۸ اس اند دابلیو

نامگذاری ایور جانسون به هفت‌تیر تاپ‌بریک خود به عنوان اتوماتیک امن اشاره می‌کند. اصطلاح «ایمنی خودکار» به سیستم ایمنی میله انتقال چکش به چکش ایور جانسون (ایمنی) و خروج خودکار کارتریج ها پس از شکستن رولورها (اتوماتیک) اشاره دارد.

### لول سوئیف باچکش و بدون چکش
این مدل از سال ۱۸۹۰ تا ۱۸۹۴ توسط ایور جانسون ساخته شد و توسط شرکت تسلیحاتی جان پی. لاول در بوستون، ماساچوست توزیع شد. این یک هفت تیر ۵ تیر دابل‌اکشن در کالیبر ۰٫۳۸ اس اند دابلیو بود. این روکش نیکلی داشت و اولین ایور جانسون بود که از آرم سر جغد روی دسته‌ها استفاده کرد. در ظاهر، مدل سوئیفت شبیه هفت تیر خودکار ایمنی است که در سال ۱۸۹۴ معرفی شد. برخی از تفاوت‌ها عبارتند از: قفل باز کردن قاب به جای بالا، پایین می‌آید، اجکتور متفاوت است و مدل سوئیفت «عمل چکش چکش» مدل‌های بعدی را ندارد. این اسلحه یک فشنگ پودر سیاه ۰٫۳۸ اس ان دبلیو شلیک می‌کند و شلیک با خشاب‌های باروتی بدون دود مدرن ایمن نیست. تفاوت مدل بدون چکش با مدل چکش این بود که چکش بیرونی از تفنگ نداشت و دارای ایمنی دستی روی ماشه بود. این ویژگی کاربر را ملزم می‌کرد تا برای شلیک اسلحه، انگشت خود را روی ماشه قرار دهد. در بالای اسلحه عبارت "Swift" حک شده است و شماره سریال زیر پانل دستگیره سمت چپ حک شده است.

### ایمنی اتوماتیک
مدل‌های استاندارد با چکش خارجی:
- مدل اول (۱۸۹۴–۱۸۹۵)، سیستم تک پستی چفت
- مدل دوم (۱۸۹۶-۱۹۰۸)، سیستم قفل دوبل
- مدل سوم (۱۹۰۹-۱۹۴۱)، سیستم قفل دوبل، مناسب برای باروت بی‌دود

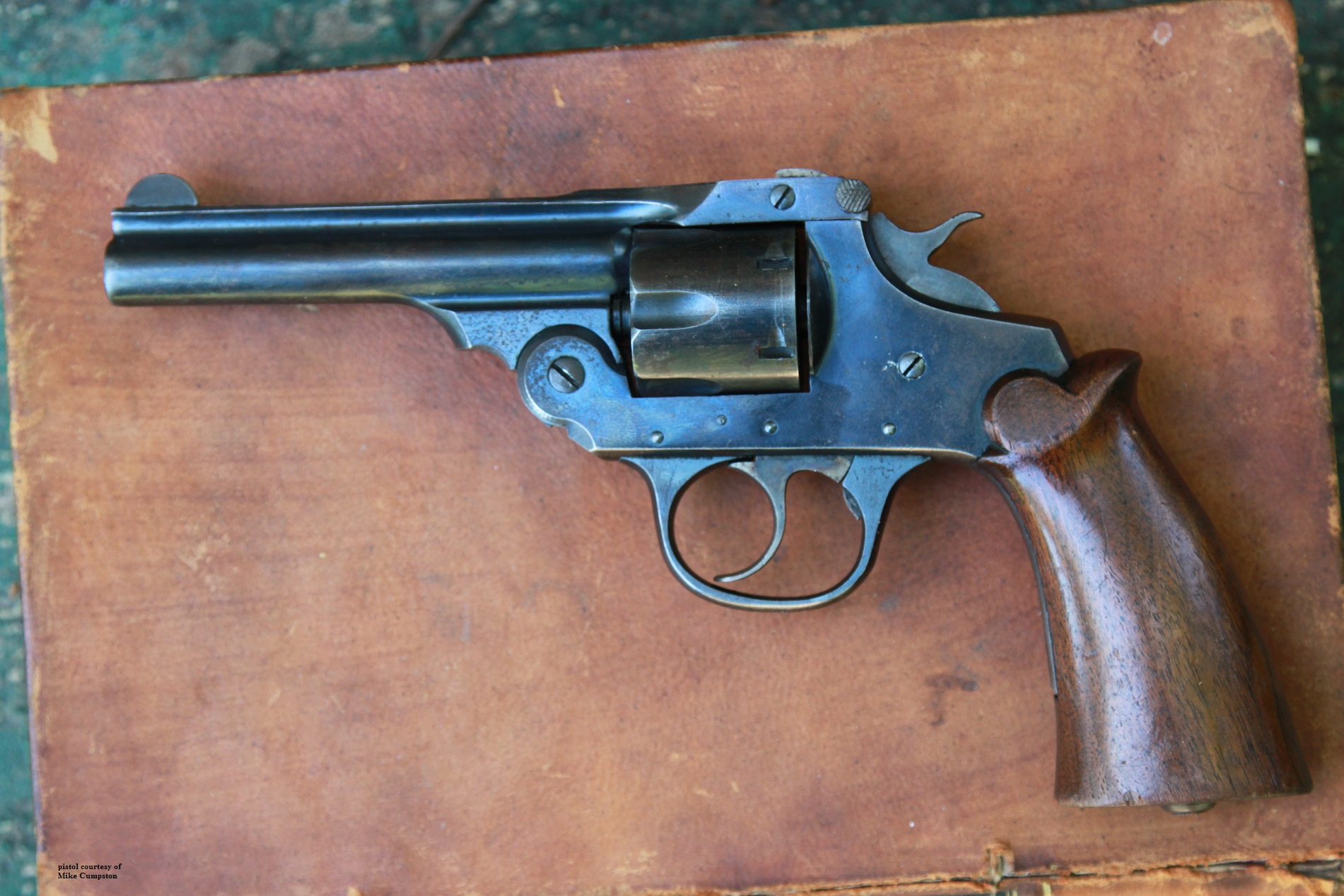
این نوع از یک «مدل جدید» خودکار ایمن ایور جانسون، با دستگیره‌های «وسترن» در تصویر، در کتاب مقدس تیرانداز سال ۱۹۴۰ فهرست شده است.

### خودکار ایمن بدون چکش
- مدل اول (۱۸۹۵–۱۸۹۶)، ضامن تک پست
- مدل دوم (۱۸۹۷-۱۹۰۸)، اهرم ایمنی به صفحه ماشه اضافه شد
- مدل سوم (معروف به "مدل جدید") (۱۹۰۹-۱۹۴۱)، بدون اهرم ایمنی روی ماشه، مناسب برای پودر بدون دود

## دیگر منابع
- Goforth, W.E.   Iver Johnson Arms & Cycle Works Firearms 1871-1993  (Gun Show Books Publishing. 2006) شابک ‎۹۷۸−۰−۹۷۸۷۰۸۶−۰−۳
- Thomas, H. H.  The Story of Allen & Wheelock Firearms  (Pioneer Press, Incorporated. 1991) شابک ‎۹۷۸−۰−۹۱۳۱۵۰−۷۳−۳